# Hemitomes congestum
Hemitomes congestum je druh rostliny z čeledi vřesovcovité a jediný druh rodu Hemitomes. Tato vzácná a neobvyklá rostlina je původní na západním pobřeží Severní Ameriky od Britské Kolumbie po Kalifornii, kde se roste v hustém, temném lese, jako je sekvojové lesy v regionu. Je to malá, tuhá trvalka tvořící boule v opadaném listí. Je bílé, nažloutlé nebo načervenalé-růžové barvy. Je jen málo známo o životním cyklu rostliny, díky její vzácnosti, ale pravděpodobně získává živiny prostřednictvím hub, protože jí chybí zelené barvivo - chlorofyl.
Roste z oddenku s křehkými kořeny. Květenství vyrůstá na tlusté stopce z půdy jako jediný hustě společně sevřený hrozen květů. Květy mají nažloutlé nebo narůžovělé okvětní lístky a obsahují ochlupené a velké zaoblené žluté blizny (gynoecia). Plody jsou masité bílé bobule.

## Synonymum
- Newberrya congesta